# Божа-Воля (Підкарпатське воєводство)
Божа-Воля (пол. Boża Wola) — село в Польщі, у гміні Мелець Мелецького повіту Підкарпатського воєводства.
Населення — 129 осіб (2011).
У 1975-1998 роках село належало до Ряшівського воєводства.

## Демографія
Демографічна структура станом на 31 березня 2011 року:
|          | Загалом | Допрацездатний вік | Працездатний вік | Постпрацездатний вік |
| -------- | ------- | ------------------ | ---------------- | -------------------- |
| Чоловіки | 69      | 18                 | 43               | 8                    |
| Жінки    | 60      | 14                 | 31               | 15                   |
| Разом    | 129     | 32                 | 74               | 23                   |